# کرگلان
کرگلان (به لاتین: Kərgəlan) یک منطقهٔ مسکونی در جمهوری آذربایجان است که در شهرستان لنکران واقع شده‌است. کرگلان ۳٬۰۰۱ نفر جمعیت دارد.

## ریشه واژه
کرگلان در زبان محلی این ناحیه یعنی تالشی بیشتر به‌صورت Kəgəlon دیده می‌شود. کَگ به‌معنی مرغ و لُن به‌معنی لانه است و معنای کامل آن به صورت لانه مرغ است. اما گاهی نام آن به‌صورت Kəqolon دیده می‌شود. کَه به‌معنی خانه، قو به‌معنی مکان و جایگاه و لُن به‌معنی زمینی بدون کشت و غیر حاصلخیز برای ساخت خانه است.